# Gilgal (Bik'at ha-Jarden)
Gilgal (hebreu: גִּלְגָּל‎) és un assentament israelià localitzat a Cisjordània, que s'organitza com a un quibuts. Està situat al centre de la vall del Jordà, al costat del poble palestí de Fasayil, i es troba sota la jurisdicció del Consell Regional de Bik'at HaYarden. L'any 2019 tenia una població de 203 habitants.
La comunitat internacional considera que els assentaments israelians a Cisjordània són il·legals segons el dret internacional, però el govern israelià ho disputa.

## Situació
Gilgal es troba a una altitud de 235 metres sota el nivell del mar, a la part sud de la vall del Jordà, i se situa a 15 quilòmetres al nord del centre de Jericó, 32 quilòmetres al nord-est del nucli històric de Jerusalem i 65 quilòmetres a l'est de Tel-Aviv.

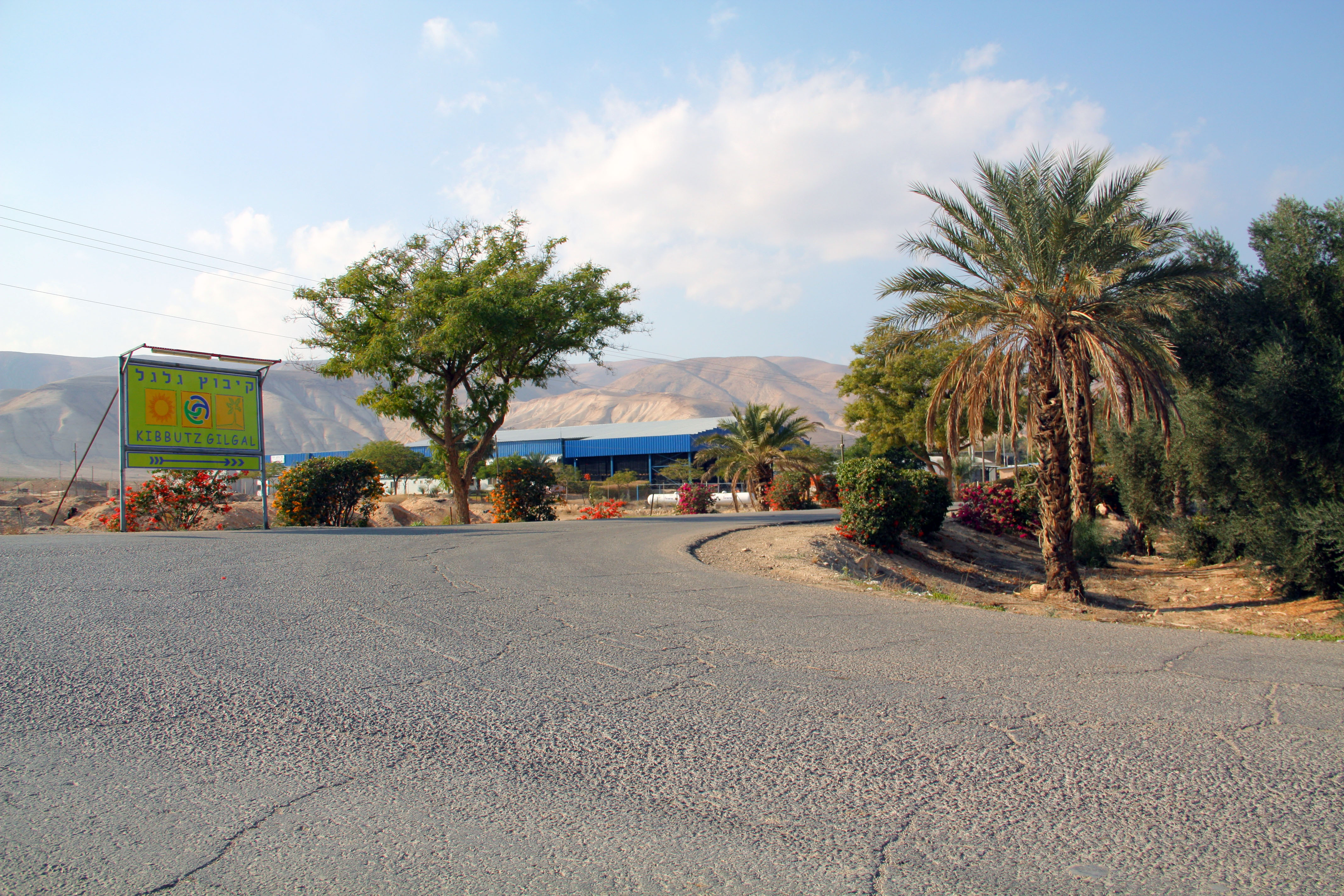
Entrada del quibuts.

Està connectat amb la xarxa de transport de Cisjordània per la carretera número 90 (l'anomenada carretera de Gandhi), el principal eix de transport nord-sud de la vall del Jordà, El moixav es troba a uns 7 quilòmetres del riu Jordà, que també forma la frontera internacional entre la Cisjordània controlada per Israel i el Regne de Jordània.
El poble forma part d'una franja territorialment contínua d'assentaments agrícoles israelians que s'estenen al llarg de la carretera número 90. L'únic assentament palestí important als voltants és el poble d'al-Fasayil, el nom del qual conserva el nom del lloc antic original de Fesael. Fasayil es troba al costat nord d'aquesta franja d'assentaments, que també inclou la zona agrícola jueva dels assentaments de Netiv Hagdud, Petza'el, Tomer i Niran

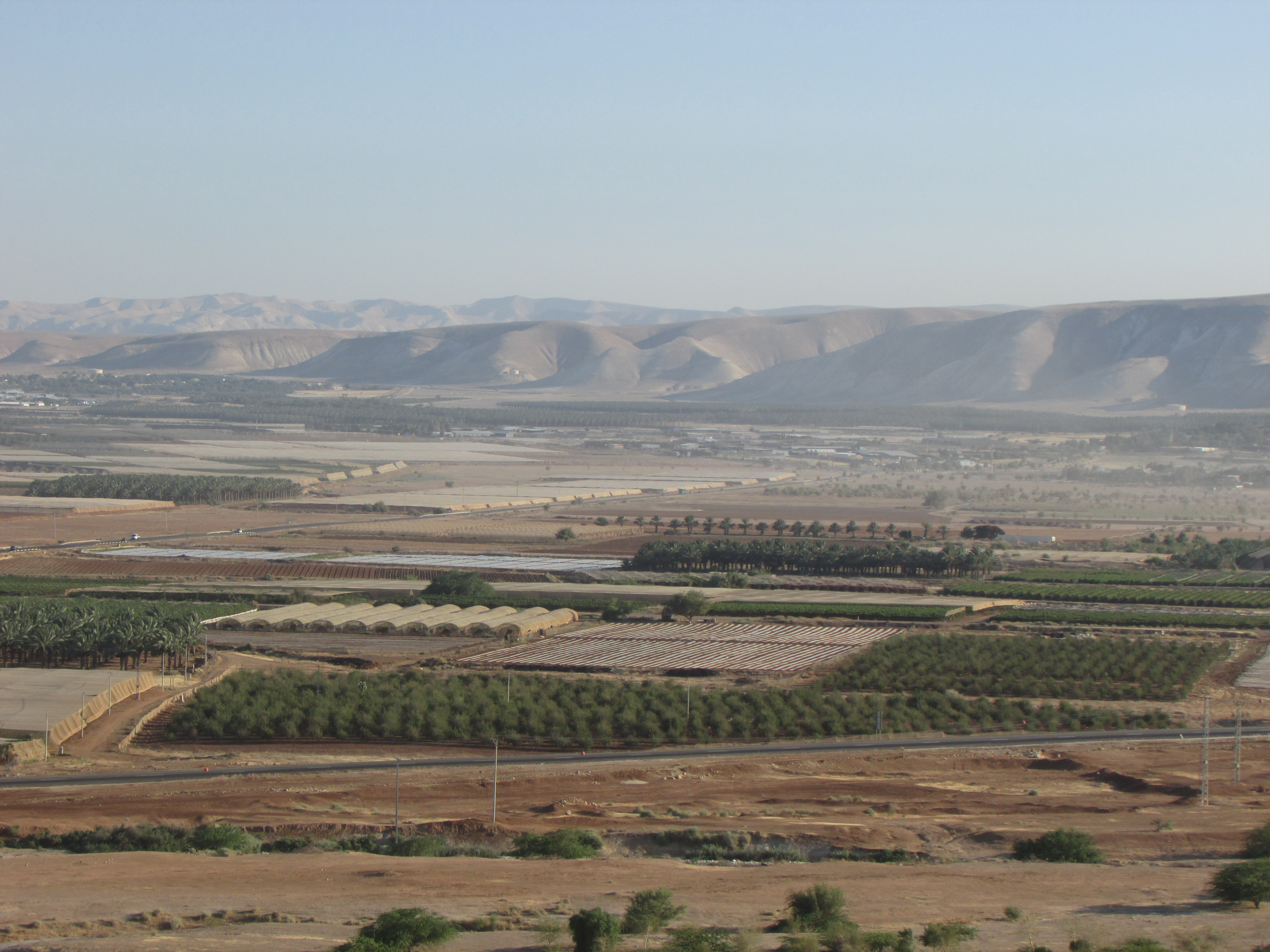
Visió general de la zona on hi ha els assentaments israelians de la Vall del Jordà.

A l'oest de l'assentament, el pendent pronunciat de les muntanyes de Samaria s'alça des de la falla de la vall del Jordà.

## Història
La proliferació d'assentaments a Cisjordània va ser promogut per Israel després de la seva conquesta el 1967. La vall del Jordà va ser una de les zones on es van establir primer els assentaments israelians. L'anomenat Pla Alon preveia l'annexió objectiva de bona part de Cisjodània. L'assentament de Petza'el, establert el 1970, va ser el primer d'aquesta part de la vall del Jordà i al seu voltant, van anar sorgint d'altres comunitats agrícoles jueves.
Segons l'ONG paletina ARIJ, per construir Gilgal Israel va confiscar terres de dos pobles palestins propers: 858 dunams d'al-Fasajil, i 268 dunams d'Al-Auja.
A principis del segle XXI, Gilgal, com tota l'àrea del Consell Regional de Bik'at haYarden, no estava inclòs en el projecte del Mur de Seguretat israelià. Des de finals de la dècada de 1960, segons les intencions del Pla Alon, Israel pretén mantenir tota la franja de la vall del Jordà. El futur del poble depèn dels paràmetres d'un possible acord de pau entre Israel i els palestins.
Durant la segona intifada no hi va haver atacs palestins greus al poble, així com a gairebé tota la regió de la vall del Jordà.